# Azonnali kérdések órája
Az azonnali kérdések órája a magyar Országgyűlés házszabályában szereplő jogintézmény. Lényege az, hogy bármelyik országgyűlési frakció (képviselőcsoport) vezetője kérheti – a kérdés tárgyának feltüntetésével –, hogy az általa megnevezett képviselő az azonnali kérdések órájának keretében kérdést tehessen fel. Az azonnali kérdések órájában kötelesek az ülésteremben tartózkodni mindazok, akik az Alaptörvény szerint válaszadásra kötelezettek.
1994 és 2014 között 6094 azonnali kérdést nyújtottak be. Ezek közül a Ház 5187 azonnali kérdést tárgyalt. Az azonnali kérdések kb. háromnegyed részét ellenzéki, kb. egynegyedét kormánypárti országgyűlési képviselők nyújtották be.

## Története
Az eredetileg azonnali kérdések és válaszok órája elnevezésű jogintézményt az egyes házszabályi rendelkezésekről szóló 46/1994. (IX. 30.) sz. országgyűlési határozat vezette be.

## A hatályos szabályozás
Az azonnali kérdések órájával kapcsolatos hatályos szabályozást az Országgyűlésről szóló 2012. évi XXXVI. törvény tartalmazza. Ezek szerint:
Minden olyan héten, amikor az Országgyűlés ülést tart, az Országgyűlés ülésén a napirendben feltüntetett időpontban a határozati házszabályi rendelkezésekben meghatározott időtartamot kell biztosítani kérdés közvetlen feltevésére és megválaszolására (a továbbiakban: azonnali kérdések órája). Valamennyi képviselőcsoport számára biztosítani kell, hogy a képviselőcsoport legalább egy tagja kérdést tehessen fel.
Az azonnali kérdések órájában az Alaptörvény szerint válaszadásra kötelezettek kötelesek az ülésteremben tartózkodni. A válaszadásra kötelezett halaszthatatlan közfeladata ellátása esetén előzetesen tájékoztatja a házelnököt, és megjelöli a helyette válaszadásra feljogosított személyt.
Ha a válaszadásra kötelezett nem személyesen válaszol, a képviselő személyes válaszadást kérhet. Ebben az esetben a megkérdezett legkésőbb a képviselő személyes válaszadást kérő nyilatkozatát követő harmadik soron következő azonnali kérdések órájában köteles személyesen válaszolni. Ezen határidő alatt a kérdést a képviselőcsoport vezetője csak olyan helyre sorolhatja, ahol annak feltételére lehetőség nyílik, ellenkező esetben a személyes válaszadás kötelezettsége megszűnik. 